# Doom II RPG
Doom II RPG es un videojuego de rol de disparos en primera persona desarrollado y publicado por id Software. Es la secuela de Doom RPG. Fue lanzado para teléfonos móviles Java ME el 23 de noviembre de 2009 y para iPhone el 8 de febrero de 2010. Utiliza el motor Wolfenstein RPG y fue desarrollado por los socios de id Fountainhead Entertainment a través de la fusión id Mobile.
La versión iOS se puede jugar en hardware moderno (PC y Android) con el emulador touchHLE.

## Trama
Doom II RPG transcurre cronológicamente antes de los acontecimientos de Doom RPG. Gracias a experimentos secretos, las distintas bases de la UAC en Marte, la Luna, la Tierra y cualquier otro lugar en el que la cooperación haya estado han sufrido incidentes relacionados con demonios. Un equipo de soldados, incluido un científico, es enviado a la estación Tycho en la Luna para investigar. Pero, justo al principio, el equipo se separa y el jugador se queda solo para encontrar su camino a través de la estación e incluso del mismísimo infierno con el fin de encontrar y destruir la fuente de todos los problemas.

## Jugabilidad
Al igual que su predecesor, Doom II RPG es un juego de rol en primera persona. La acción rápida del shooter se ha sustituido por un sistema de turnos más lento, en el que se hace hincapié en utilizar las armas o herramientas adecuadas en el momento adecuado contra los enemigos adecuados, ya que cada acción, ya sea un paso hacia delante, disparar un arma o utilizar un paquete de salud, dura una ronda. Al principio del juego, el jugador tiene que elegir entre uno de los tres personajes, cambiando las estadísticas con las que comienza el juego. Mientras que Sarge tiene una gran cantidad de fuerza, el científico tiene un alto coeficiente intelectual, pero es tan ágil como un cubo, lo que hace que sea menos probable que esquive con éxito el fuego enemigo.
Durante el transcurso del juego, el jugador gana puntos de experiencia al matar enemigos y, posteriormente, sube de nivel, aumentando sus estadísticas al hacerlo. Además, hay varios minijuegos disponibles que mejoran aún más las habilidades específicas, pero también le dan al jugador otras ventajas, como un precio más bajo en las máquinas expendedoras o acceso a un robot de seguridad que puede enviar para explorar la zona. Además, hay varios tipos de nanobebidas disponibles, lo que permite al personaje aumentar temporalmente sus estadísticas o hacerse inmune al fuego (lo que es especialmente útil contra los duendes del juego).
La mayoría de las armas y enemigos del juego son conocidos de los juegos anteriores de la serie Doom, incluido el Cubo de las Almas de Doom 3, que el jugador encontrará en el Infierno cerca del final del juego. La nueva incorporación más importante al arsenal es la Pistola de Agua Bendita, que se puede recargar en los inodoros y otras fuentes de agua y asustar a los demonios durante unas cuantas rondas. El agua bendita también se puede utilizar para curar al personaje.

## Recepción
| Recepción |              |
| --- | ------------ |
| Puntuaciones de reseñas Evaluador Calificación Metacritic 80/100 [ 4 ] Puntuaciones de críticas Publicación Calificación 4Players 73% [ 5 ] IGN 8/10 [ 6 ] Pocket Gamer [ 7 ] TouchArcade [ 8 ] |              |
| Puntuaciones de reseñas |              |
| Evaluador | Calificación |
| Metacritic | 80/100       |
| Puntuaciones de críticas |              |
| Publicación | Calificación |
| 4Players | 73%          |
| IGN | 8/10         |
| Pocket Gamer | [ 7 ]        |
| TouchArcade | [ 8 ]        |